# Isi Gómez Sánchez
Isaac Gómez Sánchez, conocido como Isi Gómez (Madrid, Comunidad de Madrid, España, 28 de octubre de 1995) es un futbolista español. Juega de centrocampista y su equipo es el Real Murcia C. F. de la Primera Federación.

## Trayectoria
Nacido en Madrid, Isi jugó en todos los equipos juveniles del Rayo Vallecano. Fue ascendido al equipo filial para la temporada 2012-13.
El 17 de marzo de 2013, sin ni siquiera haber aparecido para el filial, Isi fue convocado por el entrenador del primer equipo Paco Jémez para un partido de La Liga a domicilio contra el FC Barcelona, comenzando desde el banquillo y siéndole asignado el dorsal 39, en el minuto 85 con el partido 3-1 para los locales entró en el campo convirtiéndose así en el jugador más joven del club en aparecer en un partido oficial, a la edad de 17 años y 140 días. Durante la mayor parte del tiempo, sin embargo, estuvo asociado con el equipo B, compitiendo tanto en Segunda División B como en Tercera División.
El 11 de agosto de 2016, Isi fichó por el CF Fuenlabrada en la Segunda División B de España donde llegó a jugar el play-off de ascenso a Segunda División.
En 2017 fichó por el filial del Granada donde jugó hasta la temporada 2019-20 donde tras 72 partidos jugados y 3 goles quedó libre.
En la temporada 2020-21 fichó por la UD Melilla de Segunda División B donde terminó en puestos de play-out y metiéndose en la fase de permanencia pero logrando meterse a final de temporada en la Segunda División RFEF.
El 6 de junio del 2021 Isi fichó por el CD Badajoz de la Primera División RFEF hasta 2024.
El 27 de Junio Isi fichó por el Deportivo de La Coruña de la Primera Federación tras romper un precontrato con el Córdoba C.F.
El 1 de septiembre de 2023, firmó por el Real Murcia C. F. de la Primera Federación.

## Clubes
| Club                   | País   | Año       |
| ---------------------- | ------ | --------- |
| Rayo Vallecano B       | España | 2012-2016 |
| CF Fuenlabrada         | España | 2016-2017 |
| Recreativo Granada     | España | 2017-2020 |
| UD Melilla             | España | 2020-2021 |
| CD Badajoz             | España | 2021-2022 |
| Deportivo de La Coruña | España | 2022-2023 |
| Real Murcia C. F.      | España | 2023-     |

## Vida personal
Isi es primo segundo de Adrián Embarba, futbolista del Rayo Vallecano en la Primera División de España.